# Vicia ramuliflora
Vicia ramuliflora là một loài thực vật có hoa trong họ Đậu. Loài này được (Maxim.) Ohwi miêu tả khoa học đầu tiên.